# Kazuyasu Minobe
Kazuyasu Minobe (見延 和靖?, Minobe Kazuyasu; Echizen, 15 luglio 1987) è uno schermidore giapponese, specializzato nella spada.

## Carriera
Nel 2021 si è laureato campione olimpico nella spada a squadre; nel 2022 ha invece vinto la medaglia d'argento nella spada individuale (diventando così il primo giapponese a salire sul podio iridato nella disciplina) e quella di bronzo nella prova a squadre ai Mondiali de Il Cairo.

## Palmarès
- Giochi olimpici

Tokyo 2020: oro nella spada a squadre.
Parigi 2024: argento nella spada a squadre.
- Mondiali

Il Cairo 2022: argento nella spada individuale e bronzo nella spada a squadre.
- Campionati asiatici

Suwon 2014: bronzo nella spada a squadre.
Singapore 2015: bronzo nella spada individuale e nella spada a squadre.
Wuxi 2016: oro nella spada a squadre; bronzo nella spada individuale.
Hong Kong 2017: bronzo nella spada a squadre.
Tokyo 2019: bronzo nella spada a squadre.
- Giochi asiatici

Guangzhou 2010: bronzo nella spada a squadre.
Incheon 2014: argento nella spada a squadre.
Giacarta 2018: oro nella spada a squadre.